# Jack Fellure

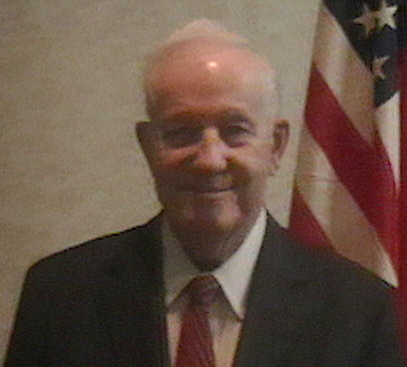
Jack Fellure (offizielles Porträtfoto, 2012)

Lowell Jackson „Jack“ Fellure (* 3. Oktober 1931 in Midkiff, West Virginia; † 31. Juli 2022 in Huntington, West Virginia) war ein US-amerikanischer pensionierter Ingenieur und mehrfacher Kandidat für politische Ämter. Er war Kandidat der Prohibition Party für die Präsidentschaftswahl in den Vereinigten Staaten 2012.

## Leben
Jack Fellure wurde am 3. Oktober 1931 in Midkiff, einer kleinen Ortschaft im Lincoln County, geboren. Er lebte in Hurricane und hatte mit seiner Frau Jean sechs Kinder. Er starb am 31. Juli 2022 im Alter von 90 Jahren in Huntington.

## Politik
Fellure trat von 1988 bis 2008 zu jeder Präsidentschaftsvorwahl der Republikaner an. Er behauptete auf seiner Kampagnewebsite, dass sich seine politische Plattform, die sich auf die King-James-Bibel stützt, nie geändert hat. Er verlangt die Beseitigung von Alkohol herstellenden Unternehmen, das Verbot von Schwangerschaftsabbrüchen und Pornografie und ist Verfechter des Schulgebets. Zudem fordert er eine Kriminalisierung der Homosexualität. Er hat für die Übel der Gesellschaft diejenigen verantwortlich gemacht, die er als „Atheisten, Marxisten, Liberale, Queere, Lügner, Kriegsdienstverweigerer, Flaggenverbrenner, Drogensüchtige, Perverse und Anti-Christen“ charakterisiert.
Bei den Vorwahlen der Republikaner 1992 trat Fellure in New Hampshire, West Virginia und Kansas an. Bis November 1991 hatte er 40.000 $ seines eigenen Geldes für die Wahl-Kampagne ausgegeben und schickte eine King-James-Bibel an die FEC – als Kopie seines Programms. Bezüglich der englischen 1611-Version der Bibel sagte er, „God wrote it as the supreme document and final authority in the affairs of all men, nations and civilizations, for time and eternity... It shall never be necessary to change it.“ (Gott hat es als das höchste Dokument und die Endautorität in den Angelegenheiten aller Männer, Nationen und Zivilisationen, für die Zeit und Ewigkeit geschrieben ... es wird nie notwendig sein, es zu ändern.) Er erhielt 36 Stimmen in New Hampshire und beklagte sich, dass Präsident George H. W. Bush und Kommentator Pat Buchanan die ganze Medienaufmerksamkeit bekamen.
Während der republikanischen Vorwahlen zur Präsidentschaftswahl 1996 kritisierte er den ehemaligen Präsidenten George H. W. Bush als einen Mann „responsible for inestimable damage toward the destruction of this sovereign democratic constitutional republic [who] continued to water the seeds of international, Satanic Marxism to the exclusion of our national sovereignty“ (der verantwortlich ist für die unschätzbaren Schäden durch die Zerstörung dieser souveränen demokratischen konstitutionellen Republik [durch] das Wässern der internationalen Saat des satanischen Marxismus, der unsere nationale Souveränität vernichtet). Er hat hinzugefügt, dass Präsident Bill Clinton „merely shifted into overdrive the socialistic, Marxist New World Order agenda“ (nur in den Schnellgang der sozialistischen, marxistischen Neuen Weltordnung-Agenda gewechselt hat). In Puerto Rico erhielt er dann 34 Stimmen (0,01 %). Bei der Präsidentschaftswahl erhielt Fellure eine Write-in-Stimme in Idaho.
Fellure wollte 2000 erneut für das Präsidentenamt kandidieren, erschien aber bei keiner Vorwahl auf dem Stimmzettel. 2004 forderte er bei den Vorwahlen den amtierenden Präsidenten George W. Bush heraus. Fellure war neben Bush der einzige Kandidat in North Dakota, nachdem er der Federal Election Commission die die Erfüllung der Voraussetzung einer Zahlung von 5.000 $ nachweisen konnte. Er erhielt 14 von 2.020 Stimmen (0,69 %) und verlor damit alle 26 verpflichteten Delegierten an Bush.

### Prohibition Party 2012
Nach dem Scheitern bei den Vorwahlen zur Präsidentschaftswahl 2008 wollte Fellure sich zunächst um die Nominierung als Präsidentschaftskandidat 2012 der Republikaner bewerben. Er hat sich dann dafür entschieden, die Nominierung der Prohibition Party auf dem nationalen Konvent der Partei in Cullman (Alabama) anzustreben. Fellure wurde im zweiten Wahlgang nominiert, in dem er gegen den Steuerberater und langjährigen Prohibition-Party-Aktivisten James Hedges aus Thompson Township, Pennsylvania antrat. Der Parteivorsitzende Toby Davis wurde als sein Running Mate bestimmt. Das Team erschien nur in Louisiana auf den Stimmzetteln, wo auf die Kandidaten der Prohibition Party 518 Stimmen entfielen.

### Rückkehr zu den Republikanern
Im November 2012 reichte Fellure der FEC die Unterlagen ein, um an den Vorwahlen 2016 zur Präsidentschaftskandidatur der Republikanischen Partei teilzunehmen.